# Clarence Clemons
Clarence Clemons (Norfolk, Virgínia, Estats Units, 11 de gener de 1942 - Palm Beach, Florida, Estats Units, 18 de juny de 2011), conegut amb el sobrenom Big Man (homenàs) degut a la seva corpulència, va ser un saxofonista nord-americà, conegut principalment per ser membre de l'E Street Band, grup acompanyant del cantant de rock Bruce Springsteen, així com pels seus discs en solitari i col·laboracions amb figures musicals. És el seu, el saxo que se sent a cançons com "Born to Run", "Jungleland", "Prove it all night," "Tenth Avenue freeze out" i "Badlands".

## Primers anys
Era el més gran dels tres fills de Clarence Clemons, Sr., un peixater, i la seva dona Thelma. El seu avi era predicador de la denominació Baptista del Sud i degut a això el jove Clarence va créixer escoltant música gospel. Quan tenia nou anys, el seu pare li va regalar per Nadal un saxòfon alt, i li va pagar les classes de música. Més endavant va passar-se al saxòfon baríton i va tocar al grup de jazz de l'escola. El seu oncle també va influir en el seu desenvolupament musical quan li va comprar el primer disc de King Curtis. Curtis, i la seva obra amb The Coasters en concret, van influir fortament en Clemons i el van fer canviar al saxòfon tenor.
De jove, també mostrava aptituds per al futbol americà, i va anar a la universitat amb beques per música i futbol. Els Cleveland Browns li van arribar a oferir una prova, però el dia abans va estar implicat en un greu accident de cotxe, que va fer cancel·lar tots els plans d'una possible carrera esportiva a la NFL. Als 18 anys, Clemons va fer unes sessions de gravació amb la Funky Music Machine, un grup de Plainfield, Nova Jersey. També va tocar amb Daniel Petraitis, una llegenda de Nashville. Aquestes sessions es van publicar finalment el 2007 com a Let Me Be Your Man. Mentre estava a la universitat va formar part del seu primer grup, The Vibratones, que tocaven versions de James Brown i que es van mantenir actius durant uns quatre anys, entre 1961 i 1965. Mentre encara tocava amb aquest grup, va anar a viure a Newark (Nova Jersey) on va treballar d'assistent per nens amb problemes emocionals en una escola, entre 1962 i 1970.

## Bruce Springsteen

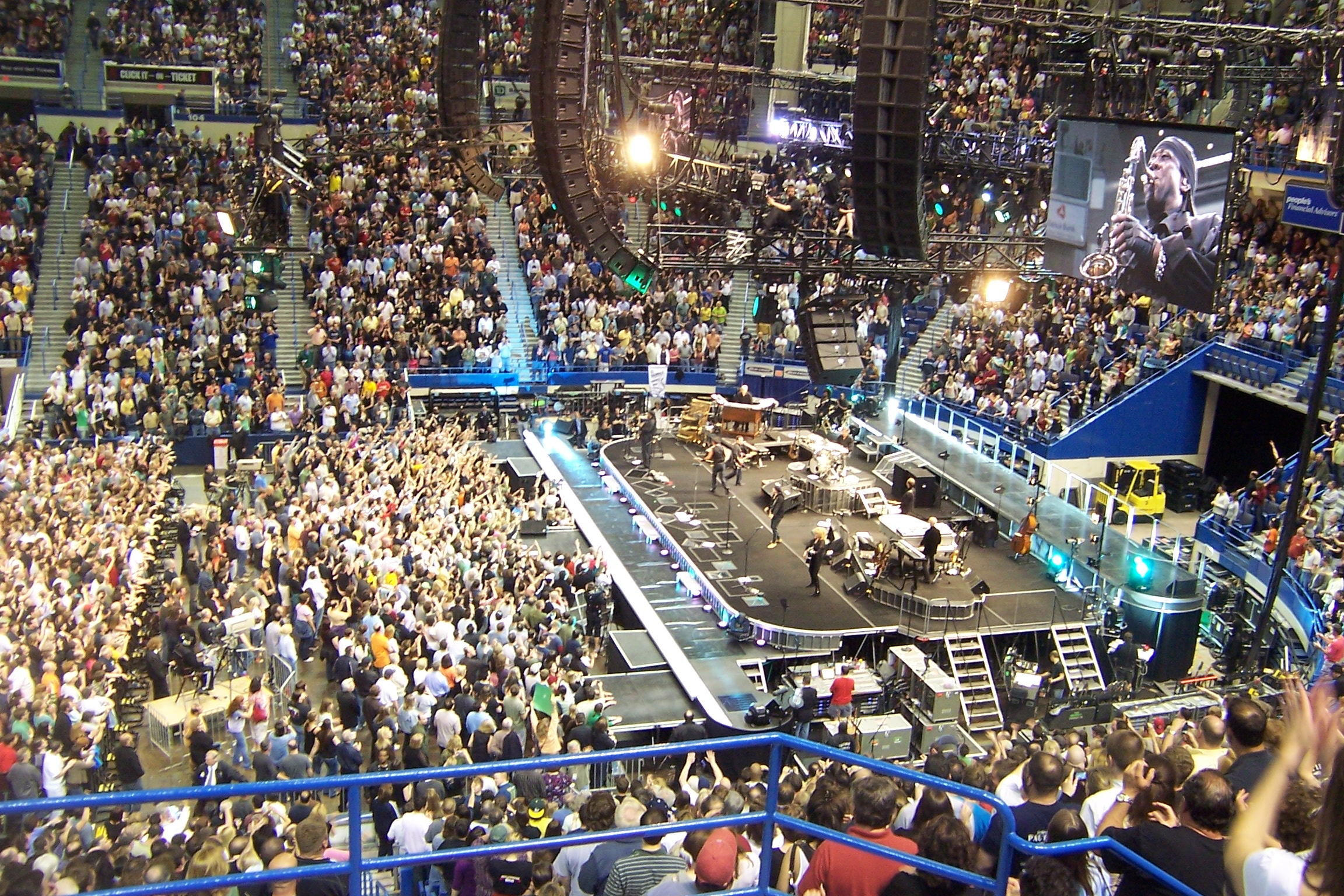
Clemons tocant el solo de saxòfon de "Born to Run" amb els llums de la sala encesos. Hartford Civic Center, 24 d'abril de 2009.

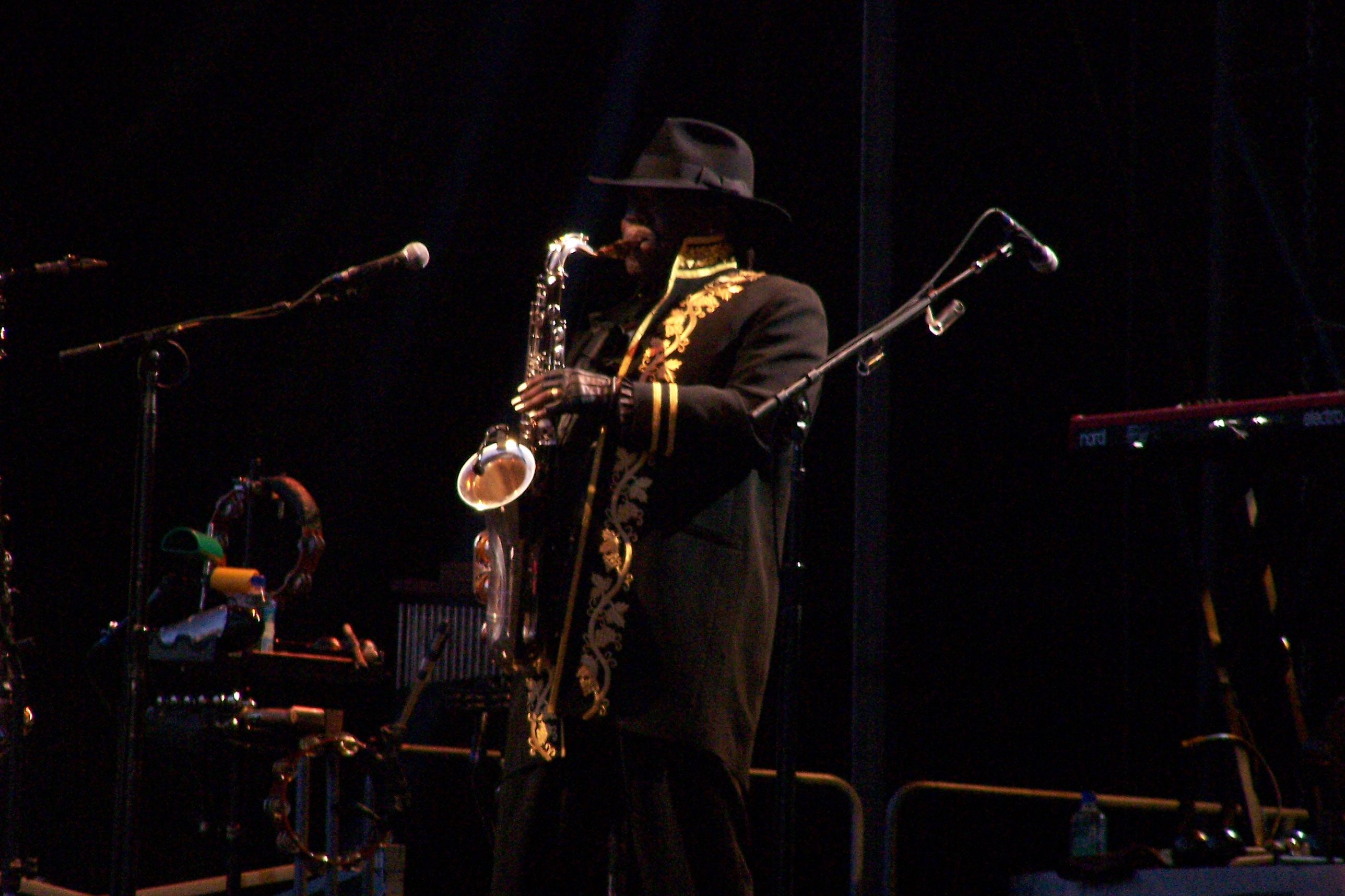
Clemons tocant el saxo a "Night". Estadi José Zorrilla, Valladolid, Espanya, 1 d'agost de 2009.

La història de com en Clemons va conèixer Bruce Springsteen és part del folklore de l'E Street Band. Als concerts, Springsteen presentava "The E Street Shuffle" amb un monòleg sobre com es van conèixer, i aquest esdeveniment també va quedar immortalitzat a la cançó "Tenth Avenue Freeze-Out" enregistrada el 1975. Els fets van succeir el setembre de 1971, època en què Clemons tocava amb Norman Seldin & The Joyful Noyze en un bar d'Asbury Park (Nova Jersey). Seldin era un músic/empresari que, a més de tocar el piano i ser el líder d'uns quants grups, tenia el seu propi segell discogràfic, Selsom Records. El 1969 Clemons havia gravat un disc amb aquest grup. El 2008 algunes cançons d'aquest disc es van reeditar en una antologia, Asbury Park — Then And Now, compilada per Seldin. Fou la Karen Cassidy, cantant dels The Joyful Noyze, qui va animar a Clemons a donar un cop d'ull a l'Springsteen, que estava tocant amb The Bruce Springsteen Band en un local proper. Clemons ha recordat la seva coneixença en diverses entrevistes.
 Una nit estàvem tocant a Asbury Park. Havia sentit a dir que The Bruce Springsteen Band estava a prop, en un local anomenat The Student Prince i en un descans entre actuacions vaig acostar-m'hi. A l'escenari, el Bruce solia donar versions diferents d'aquesta història però cal recordar que jo sóc un baptista del sud, i per tant, la veritat és aquesta: Era una nit de pluja i vent, i quan vaig obrir la porta, tota ella va desenganxar-se de les frontisses i va sortir volant cap al carrer. El grup era a l'escenari, però em miraven a mi, al mig de la porta d'entrada. I potser això va fer posar una mica nerviós el Bruce, perquè només vaig dir, "Vull tocar amb el teu grup", i va dir, "i tant, fes el que vulguis". La primera cançó que vam fer era una versió primerenca de "Spirit In The Night". El Bruce i jo ens vam mirar i no vam dir res, ho sabíem i prou. Sabíem que érem el que faltava a la vida de l'altre. Ell era el que jo havia estat buscant. D'alguna manera només era un nano escanyolit. Però era un visionari. Volia seguir el seu somni. I doncs a partir d'aquell moment, jo vaig ser part de la història.
El juliol de 1972, Springsteen va començar a gravar el seu àlbum de debut Greetings from Asbury Park, N.J. i durant els descansos de la gravació, va tocar informalment amb Clemons i The Joyful Noyze almenys dos cops a The Shipbottom Lounge a Point Pleasant (Nova Jersey). Quan Springsteen va decidir d'utilitzar un saxòfon tenor a les cançons "Blinded By The Light" i "Spirit In The Night" va cridar en Clemons. A l'octubre, Springsteen ja estava a punt per a la gira i la promoció de Greetings… i va ajuntar un grup que presentava Clemons, Garry Tallent, Danny Federici i Vini Lopez. Clemons va fer la seva última actuació amb Norman Seldin & The Joyful Noyze el 21 d'octubre de 1972. Quatre dies després, Clemons debutava amb la primitiva E Street Band en una actuació improvisada i no anunciada a The Shipbottom Lounge. Al llarg dels anys 70 i 80, Clemons va ser una presència destacada als discos de Bruce Springsteen. A Born to Run, va ser l'autor dels memorables solos de la cançó del títol, "Thunder Road" i "Jungleland" mentre que Darkness on the Edge of Town contenia un altre solo notable a "Badlands". A The River, Clemons destaca en cançons com "The Ties That Bind", "Sherry Darling", "I Wanna Marry You" i "Independence Day", mentre que Born in the U.S.A. conté solos a "Bobby Jean" i "I'm Goin' Down".
Al final dels concerts, mentre presentava els membres de l'E Street Band, Springsteen parlava de Clemons com a "The Biggest Man You Ever Seen" (l'home més gran que heu vist mai). De vegades ho canviava segons on tocava — al seu concert de 2009 a Glasgow va presentar Clemons com "l'escocès més gran que heu vist mai".

## Carrera en solitari
A més de la seva obra amb l'E Street Band, Clemons va gravar amb molts d'altres artistes, i va tenir alguns projectes musicals propis. Els més coneguts són el seu duet vocal amb Jackson Browne en el single "You're a Friend of Mine", i la seva col·laboració amb Aretha Franklin a la cançó de 1985 "Freeway of Love". L'any 1989 va participar en una gira de Ringo Starr & The All-Starr Band, cantant "You're a Friend of Mine" (fent duet amb Billy Preston) i un arranjament rap de "Quarter to Three". A mitjans dels anys 90, va gravar un CD que només es va editar al Japó anomenat Aja and the Big Man "Get It On" amb el cantautor Aja Kim. A la dècada dels 2000 Clemons va treballar amb un grup anomenat The Temple of Soul, i també va gravar amb el grup adolescent Creation. Durant els anys 80, va ser l'amo d'un local a Red Bank (Nova Jersey) anomenat Big Man's West. Clemons va col·laborar amb Lady Gaga a les cançons "Hair", "The Edge of Glory" i "Highway Unicorn (Road To Love)" del seu disc Born This Way, fent la part del saxòfon i el solo. De tant en tant, Clarence Clemons tocava amb els Grateful Dead, després de la mort del teclista Brent Midland el 1990, fins que el grup va trobar un recanvi permanent amb Vince Welnick.

## Carrera com a actor
Clemons va treballar al cine i la televisió debutant el 1977 al musical de Martin Scorsese New York, New York on feia de trompetista. Va fer el paper d'una de les Tres Persones Més Importants del Món a la pel·lícula de 1989 Bill and Ted's Excellent Adventure. Va actuar en diferents sèries de televisió, i va ser doblador convidat en un episodi de The Simpsons.

## Vida privada

### Casaments i família
Clemons es va casar cinc cops. Va tenir quatre fills, Clarence III, Charles, Christopher and Jarod. Va perdre la major part de la visió d'un ull a causa d'un despreniment de retina. Clemons va declarar "No és una cosa que puguis reemplaçar. Si cau, ja està."

### Filantropia
El 22 d'octubre de 2009, Little Kids Rock, una organització dedicada a recuperar i revitalitzar l'educació musical a les escoles públiques americanes, va atorgar a Clemons el primer premi "Big Man de l'Any". Va ajudar a recollir diners per proporcionar instruments musicals i assignatures en escoles públiques amb pocs recursos dels Estats Units.

## Mort
Va patir una feridura a casa seva el 12 de juny de 2011. Va superar dues intervencions quirúrgiques després de les quals va quedar en estat greu, però estable. Segons la revista Rolling Stone, mostrava senyals de recuperació. Malgrat tot, va morir el 18 de juny a causa de complicacions causades pel vessament cerebral.
Bruce Springsteen, en conèixer la mort de Clarence Clemons, va dir d'ell:

"En Clarence va viure una vida meravellosa. Portava dins seu un amor per la gent que feia que l'estimessin. Va crear una família gran i meravellosa. Estimava el saxòfon, estimava els nostres fans, i donava tot el que tenia cada nit que sortia a l'escenari. La seva pèrdua és immesurable i estem honorats i agraïts d'haver-lo conegut i d'haver tingut l'oportunitat d'estar al seu costat durant gairebé quaranta anys. Era el meu gran amic, el meu soci i amb Clarence al meu costat, el meu grup i jo vam poder explicar una història molt més profunda que les que contenia la nostra música. La seva vida, el seu record i el seu amor continuaran vivint en aquesta història i en el nostre grup."

## Discografia
Discografia amb l'E Street Band completa
Discografia amb Bruce Springsteen
- 1973 - Greetings from Asbury Park, N.J.
- 1973 - The Wild, the Innocent and the E Street Shuffle
- 1975 - Born to Run
- 1978 - Darkness on the Edge of Town
- 1980 - The River
- 1984 - Born in the U.S.A.
- 1986 - Live/1975-85
- 1987 - Tunnel of Love
- 1988 - Chimes of Freedom
- 1995 - Greatest Hits
- 1998 - Tracks
- 1999 - 18 Tracks
- 2001 - Live in New York City
- 2002 - The Rising
- 2003 - The Essential Bruce Springsteen
- 2006 - Hammersmith Odeon London '75
- 2007 - Magic
- 2009 - Working on a dream

Discografia amb Gary U.S. Bonds
- 1981 - Dedication
- 1982 - On the Line

Àlbums o singles en col·laboració amb altres artistes
- 1977 - Say Goodbye To Hollywood amb Ronnie Spector
- 1977 - Baby Please Don't Go amb Ronnie Spector
- 1979 - No Nukes amb MUSE (Musicians United for Safe Energy)
- 1981 - In Harmony 2 - diversos artistes
- 1987 - A Very Special Christmas - diversos artistes
- 1988 - Folkways: A Vision Shared, tribut a Woody Guthrie i Leadbelly - diversos artistes
- 1992 - All Alone At Christmas - Darlene Love
- 1996 - The Concert for the Rock & Roll Hall of Fame - diversos artistes
- 2004 - Enjoy Every Sandwich: The Songs Of Warren Zevon, tribut a Warren Zevon - diversos artistes
- 2011 - The Edge Of Glory - Lady GaGa
- 2011 - Hair - Lady GaGa

Discografia amb algun membre de la E Street Band
- 1982 - Men Without Women amb Little Steven i The Disciples Of Soul

Discografia com a solista
- 1983 - Rescue
- 1985 - Hero
- 1989 - A Night With Mr. C
- 1995 - Peacemaker
- 2002 - Live in Asbury Park I
- 2004 - Live in Asbury Park II

## Filmografia
- 1977 - New York, New York com Cecil Powell.
- 1989 - El alucinante viaje de Bill y Ted
- 1993 - Distracción fatal com Clarence.
- 1998 - El ritmo continúa com membro dels Luisiana Gator Boys.
- 1999 - Swing com Jack.
- 2011 - The Edge of Glory interpretant-se a si mateix.

## Aparicions televisives
- 1985 - Different Strokes
- 1989 - Jake and the Fatman
- 1990 - The Flash
- 1994 - TV Nation
- 1997 - The Weird Al Show
- 1997 - The Sentinel
- 1998 - Nash Bridges
- 1998 - Sin City Spectacular
- 1998 - Viper
- 1999 - Los Simpson
- 2001 - That's Life
- 2002 - Saturday Night Live
- 2004 - My Wife and Kids
- 2004 - The Wire